# Berveni
Berveni (Börvely en hongrois) est une commune roumaine du județ de Satu Mare, dans la région historique de Transylvanie et dans la région de développement Nord-Ouest.

## Géographie
La commune de Berveni est située dans le sud-ouest du județ, sur les rives de la Crasna, dans la plaine de Carei, à 8 km au nord de Carei et à 46 km au sud-ouest de Satu Mare, le chef-lieu du județ. Bien que frontalière avec la Hongrie, la commune ne possède pas de passage vers ce pays.
La municipalité est composée des deux villages suivants (population en 2002) :
- Berveni (2 562), siège de la commune ;
- Lucăceni (1 052).

## Histoire
La première mention écrite du village de Berveni date de 1216. Le village de Lucăceni a été créé après la Première Guerre mondiale par des colons roumains venus du Maramureș.
La commune, qui appartenait au royaume de Hongrie, faisait partie de la principauté de Transylvanie et elle en a donc suivi l'histoire. Bâti au milieu des marais Ecedea, le village a bénéficié de sa position sur la route qui les traversait pendant tout le Moyen Âge. Au XVe siècle, les chroniques parlent de fortifications construites à cet endroit. Le village s'est ensuite progressivement dépeuplé en raison de l'insécurité due aux incursions ottomanes.
Au XVIIIe siècle, les Károlyi, propriétaires du village encouragent l'installation de colons germanophones d'origine souabe qui repeuplent le village.
Après le compromis de 1867 entre Autrichiens et Hongrois de l'empire d'Autriche, la principauté de Transylvanie disparaît et, en 1876, le royaume de Hongrie est partagé en comitats. Berveni intègre le comitat de Szatmár (Szatmár vármegye). En 1873, la population souffre durement d'une épidémie de choléra.
À partir de 1889, le drainage des marais assainit les lieux mais provoque paradoxalement l'appauvrissement d'une population habituée à utiliser au mieux les ressources des marais : chasse, pêche, culture du jonc. Au début du XXe siècle, la culture du chanvre apporte une certaine prospérité.
À la fin de la Première Guerre mondiale, l'Empire austro-hongrois disparaît et la commune rejoint la Grande Roumanie au traité de Trianon et le județ de Sălaj dont le chef-lieu était la ville de Zalău.
En 1940, à la suite du deuxième arbitrage de Vienne, elle est annexée par la Hongrie jusqu'en 1944. Elle réintègre la Roumanie après la Seconde Guerre mondiale au traité de Paris en 1947.
De 1950 à 1968, la commune fait partie de la région de Baia Mare. ce n'est qu'en 1968, à la faveur de la réorganisation administrative du pays qu'elle est rattachée au județ de Satu Mare auquel elle appartient de nos jours.
Des projets de remise en eau des marais frontaliers avec la Hongrie sont en cours.

## Politique
| Période                                  | Période  | Identité     | Étiquette | Qualité |
| ---------------------------------------- | -------- | ------------ | --------- | ------- |
| Les données manquantes sont à compléter. |          |              |           |         |
| 2008                                     | 2016     | Hajmalka Kis | PDL       |         |
| 2016                                     | En cours | Zoltan Kis   | UDMR      |         |

| Parti | Parti                                           | Sièges |
| ----- | ----------------------------------------------- | ------ |
|       | Parti national libéral (PNL)                    | 1      |
|       | Parti social-démocrate (PSD)                    | 3      |
|       | Alliance des libéraux et démocrates (ALDE)      | 2      |
|       | Union démocrate magyare de Roumanie (UDMR)      | 6      |
|       | Parti populaire hongrois de Transylvanie (PPMT) | 1      |

## Religions
En 2002, la composition religieuse de la commune était la suivante :
- Catholiques romains, 90,44 % ;
- Réformés, 6,65 % ;
- Chrétiens orthodoxes, 1,86 % ;
- Grecs-Catholiques, 1,01 %.

## Démographie
Berveni est une commune à majorité hongroise ; cependant, le village de Lucăceni a une majorité de population u.
En 1910, à l'époque austro-hongroise, la commune comptait 2 149 Hongrois (96,15 %), 47 Roumains (2,10 %) et 36 Allemands (1,61 %),.
En 1930, on dénombrait 1 954 Hongrois (58,45 %), 1 048 Roumains (31,35 %), 123 Tsiganes (3,68 %), 101 Allemands (3,02 %), 78 Juifs (2,33 %), 13 Serbes (0,39 %) et 12 Ukrainiens (0,36 %).
En 1956, après la Seconde Guerre mondiale, 2 979 Hongrois (70,59 %) côtoyaient 1 224 Roumains (29,00 %) et 15 rescapés juifs (0,36 %).
En 2002, la commune comptait 161 Roumains (3,56 %), 3 760 Hongrois (83,25 %), 433 Allemands (9,59 %) et 156 Tsiganes (3,45 %). On comptait à cette date 1 207 ménages et 1 085 logements.
| 1880  | 1890  | 1900  | 1910  | 1920  | 1930  | 1941  | 1956  | 1966  |
| ----- | ----- | ----- | ----- | ----- | ----- | ----- | ----- | ----- |
| 1 324 | 1 377 | 1 688 | 2 235 | 2 430 | 3 343 | 3 258 | 4 220 | 4 259 |

| 1977  | 1992  | 2002  | 2007  | - | - | - | - | - |
| ----- | ----- | ----- | ----- | - | - | - | - | - |
| 4 215 | 3 775 | 3 614 | 3 569 | - | - | - | - | - |

## Économie
L'économie de la commune repose sur l'agriculture et l'élevage.

## Communications

### Routes
Berveni est traversée par la route régionale DJ108M qui la relie à Cămin et Carei au sud. Il n'existe pas de passage frontalier vers la Hongrie.

### Voies ferrées
Berveni est située sur la ligne de chemin de fer Carei-Mátészalka mais ne possède pas de gare. La gare la plus proche est celle de Carei.

## Lieux et monuments
- Berveni, église réformée datant de 1806[9].